# Profumo di...
Profumo di... è il diciassettesimo album del cantante siciliano Gianni Celeste, cantato in lingua napoletana, pubblicato nel 1995.

## Tracce
1. Contro a tutt'a famiglia
2. Pe telefono
3. 'O spogliarello
4. Nuttata d'ammore (feat. Sandra Petruzzelli)
5. Nun fa tù tù
6. 144
7. Jeoly
8. Aiutame tu (feat. Gianni Luna)
9. Zingarè
10. Rind' a stu lietto